# Пол (департамент)
Вижте пояснителната страница за други значения на Пол.
Пол (на френски: Pool) е една от десетте области на Република Конго. Разположена е в южната част на страната и граничи с Демократична република Конго и с комуната, включваща столицата на страната град Бразавил. Столицата на областта е град Кинкала. Площта ѝ е 33 955 км², а населението е 236 595 души, по преброяване от 2007 г. Пол е разделена на 6 общини.